# Rare Cuts (Danger Danger)
Rare Cuts è una raccolta di demo del gruppo musicale statunitense Danger Danger, pubblicata nel 2003 dalla Low Dice Records. È stato pubblicato unicamente su cd

## Descrizione
Il cd è composto dalle versioni demo di 5 pezzi apparsi sul primo omonimo album della band (Bang bang, Feels like love, Don't walk away, One step from paradise, Rock america) e 6 pezzi mai pubblicati in nessun album.

## Tracce
1. Lovin' a Girl Like You (Could Be Bad for My Health) – 3:55
2. Bang Bang – 4:03
3. Feels Like Love – 4:35
4. Little Girl's Hot Tonite – 4:28
5. Don't Walk Away – 5:05
6. One Step from Paradise – 5:53
7. Hold on Maria – 5:27
8. Rock America – 5:08
9. Don't Blame It on Love – 4:23
10. Live It Up – 4:19
11. Temptation – 4:08

## Formazione
- Ted Poley – voce
- Al Pitrelli – chitarre (tracce 2-4, 6-9 e 11)
- Andy Timmons – chitarre (traccia 1)
- Bruno Ravel – basso, tastiere (traccia 11)
- Kasey Smith – tastiere (tracce 7-9)
- Steve West – batteria (tracce 1-10)
- Joey Franco – batteria (traccia 11)